# Karoline Graswander-Hainz
Karoline Graswander-Hainz, née le 2 février 1974 à Zams dans le land du Tyrol en Autriche, est une femme politique autrichienne. Elle est membre du Parti social-démocrate d'Autriche.

## Biographie
Elle devient députée européenne le 9 juillet 2015 en remplacement de Jörg Leichtfried.